# 永宁乡 (简阳市)
永宁乡，是中华人民共和国四川省资阳市简阳市曾经下辖的一个乡。2019年12月，撤销永宁乡，将其所属行政区域划归江源镇管辖。

## 行政区划
永宁乡撤销前下辖以下地区：
慈竹村、大屋村、红台村、互竞村、芦稿村、上坪村、石泉村、双井村和团岭村。